# マルチステーション5550
IBM 5550（アイビーエムごうごうごうまる）は、1983年から1990年代まで日本IBMが開発・販売した、主に企業向けのパーソナルコンピューターのシリーズ。日本での正式名称は「IBM マルチステーション5550」。後継はPS/55シリーズ。
IBMが日本で最初に販売したパーソナルコンピュータであり、漢字などの2バイト文字を表示できたため、韓国、台湾、中国などでも販売された。

## 概要
IBMは世界的には1981年にIntel 8088を搭載したIBM PCを発売していたが、当時の日本語処理には非力であったため、日本ではIBM PCを発売せず、代わりに日本のパソコン市場では広く使われたIntel 8086を利用して日本独自仕様の「マルチステーション5550」シリーズを発売した。最初のモデル群は1983年3月15日発表、6月出荷。採用したCPU i8086 の動作周波数は8MHz、主記憶容量としてはROM 16Kbyte、RAM 256Kbyte(標準)、512Kbyte(最大)。
1987年に「パーソナルシステム/55」シリーズと改称されたが、その上位モデル（PS/55 S/T/V以降）はIBM PS/2（MCAバス）ベースとなり、下位モデル(PS/55 M/Pまで)は従来モデル（マルチステーション5550）のアーキテクチャであった。
キャッチフレーズは「1台3役」で、3役とは「日本語ビジネス・パーソナル・コンピューター」「日本語ワード・プロセッサー」「日本語オンライン端末」であった。「マルチステーション」の名前もここから来ている。および「多機能ワークステーション」「つながるOA、ひろがるOA」。
イメージキャラクターは渥美清、CMのコピーは「友よ。機は、熟した。」であった。

## 特徴
5550は開発当初より、IBM PCとの互換性にとらわれない、日本市場に特化したパソコンとワープロの複合機として考えられていた。日本語ワープロ専用機では一般的であった24×24ドットの明朝体フォントを表示するため、当時のパソコンとしては高解像度の1024×768ドット（グラフィック画面の場合）での表示をサポートした(ディスプレイ型式5555-B01モノクロ15インチ利用時)。日本語のみならず中国語や韓国語といった他の言語への対応を見据えて、表示用フォントはディスクから読み込んでソフトウェアで表示する方式をとった。これは後のDOS/Vと同じ手法である。キーボードは日本語ワープロ機能に適した1型や各種通信端末機能に適した配列などが用意された。ディスプレイは目の疲れを防ぐために長残光蛍光体を使用し、モノクロディスプレイは黄緑色の単色表示であった。
5550は以下の3つの機能を軸にソフトウェアを供給した。
- 日本語ビジネス・パーソナル・コンピューター - IBM PC DOS 2.0相当の「日本語DOS」と、その上で動作するマイクロソフトMultiplanなどのアプリケーションソフトが用意された。日本語DOSには標準でBASICインタプリタが付属した。
- 日本語ワード・プロセッサー - 日本IBMが開発した「文書プログラム」。
- 日本語オンライン端末 - 日本IBMが開発した「3270漢字エミュレーション[6]」「5250漢字エミュレーション」。

当初、文書プログラムは日本語DOSとは異なる独自のOSで動作するもので、各端末エミュレータも特殊なプログラムの上で動いていた。また、日本語DOSは内部コードにシフトJISを使用したが、文書プログラムはEBCDICとIBM漢字コードを使用し、データ用のフロッピーディスクも日本語DOSと互換性がない独自のフォーマットであった。これら3つの機能は起動時に使用するフロッピーディスクの入れ替え、またはハードディスクの起動区画を変更することで、切り替えて使用することになっていた。これらの間でデータを交換するには変換プログラムを通す必要があった。それぞれ独立した別々のソフトウェアとして供給されたことについて、日本IBMの5550担当者は「アプリケーションが独立しているため、逆に1つ1つの機能を十分に引き出すことができる」と釈明した。3270漢字エミュレーションは1983年10月に「日本語3270PC」、5250漢字エミュレーションは1984年9月に「日本語5250PC」として日本語DOS上で動くバージョンが発表され、従来品と並行して段階的に機能が実装されていった。文書プログラムについても、1986年5月に日本語DOS上で動く「DOS文書プログラム」が追加された。
5550の本体は、3台の5.25インチフロッピーディスクドライブが縦置きで搭載できる立方体に近い形状になっていた。これは、ハードディスク非搭載モデルの場合、システムディスク、日本語フォント、ユーザーデータ用で合わせて3枚のフロッピーディスクが必要になるためであった。1985年2月に発売された下位機種「5540」は漢字ROMボードを内蔵し、本体はJXに近いスタイルの省スペースデスクトップ型になった。1985年9月には5550と同様の本体形状でCPUにIntel 80286を搭載した「5560」が発表された。
5550はIBM PCとはハードウェア・ソフトウェア共に互換性がなく、一部の文字ベースのMS-DOSアプリケーションを除くソフトウェアの移植に改造を必要とした。また、IBM PCはハードウェアの仕様やBIOSが公開されたオープンアーキテクチャであったのに対し、5550は仕様が一般に公開されていないクローズドアーキテクチャであった。
5550にはIBM PC互換の英語環境が実装されていなかったため、日本IBMは英文需要に対し当初はJXのオプション、後にPC/XT・ATやPS/2そのもの、最終的にPS/55（モデルS/T/V以降）で応えていた。

## 開発
1981年3月、日本IBM藤沢研究所の川原裕がパソコンとワープロの複合端末機「マルチファンクショナルワークステーション」の企画を立案し、米国IBM本社にて提案。開発チームは通常の意思決定過程を省略できる IBU (Independent Business Unit、独立事業体) として設立された。
IBM 5550の開発目標は、パソコンとワープロのどちらとしても本格的に使えるものであること。また、最低3年から5年は同一のアーキテクチャーで十分に使えることとされた。当初、パソコンとしては既にボカラトンの事業所でIBUが開発していたIBM PCをベースに、ワープロは1980年にIBMオースティン（米国テキサス州オースティン）で開発された英文ワープロのIBM Displaywriter System 6580をベースに、日本向けに改造することになっていた。しかし、互換性はおろか設計思想が異なる両者を1台のマシンに統合するのは難問であった。
CPUの選定にあたっては価格性能比やアーキテクチャの発展性を踏まえ、Intel以外のメーカーも含めて検討された。IBM PCでは8ビットバスのIntel 8088が採用されたが、画面解像度が高い5550ではバスの速度が性能に大きな影響を及ぼすとみて、16ビットバスのIntel 8086が採用された。
日本語ワープロ機能では競合機種との差別化を図った。24ドットフォント表示のモデルでは、文字ブロック26×29ドット（罫線や字間の空白を含む領域）を41字×25行で表示するため、画面解像度は1066×725ドット。16ドットフォント表示のモデルでは、文字ブロック18×21ドットで画面解像度は738×525ドットになった。当時のパソコンで一般的な表示サイズである40字×25行より1字多いのは、日本語の禁則処理に必要と考えられたためであった。
パソコンの機能としては、マイクロソフトによって日本語MS-DOS 2.0に相当する「日本語DOS バージョン K2.00」が開発された。これは日本語MS-DOS 2.0の実装としてはパソピア16に次ぐものであった。日本語DOSには同社が開発したBASICインタプリタが標準で付属した。また、日本語DOS上で動作するFORTRANコンパイラなどの開発言語や漢字版Multiplanが供給された。
開発当初、5550に通信端末機能を付けることは想定されていなかったが、開発中にその重要性が認識されていき、1982年1月に通信端末機能を加えた「1台3役」となることが決定された。SNAなどの通信プロトコルを実装するのは容易ではなく、この変更は開発スケジュールに大きな影響を与えた。1982年5月に開催されたビジネスシヨウでは日本IBMはIBM PCを参考出品として展示するに留まり、その年の秋になって独自のパソコンを開発していることがようやく明らかになった。
5550では用途に応じた数種類のキーボードに共通して、上部に4個単位で幅を空けた12または24個のファンクションキーがある。これは3270/5250専用端末ではファンクションキーが12または24個なためである。これらは文書プログラム使用時には機能の呼び出しに使用でき、1型キーボードには各キーに機能を示す文字も印字されている。一方、IBM PC・PC/XTではファンクションキーは10個となっており、12個が標準になるのはPC/AT後期の101キーボードからである。5550がパソコン・ワープロ・通信端末を統合した企業向けパソコンとして開発されたのに対し、IBM PCは個人が簡単に使える個人向けパソコンとして開発されたという設計思想の違いが表れている。

## 製造委託
5550の本体とディスプレイ、ハードディスクは松下電器産業、プリンターは沖電気工業、キーボードはアルプス電気が製造を担当した。
5550は数千台を超える規模の販売が予定されていたが、日本IBMの自社工場にはパソコンを大量生産する環境が整っていなかったため、松下電器産業が製造を受託して日本IBMにOEM供給することになった。松下が自社で販売しようという案もあったが日本IBM側がこれを拒否。次に日本IBMと合弁で販売会社を設立しようとしたが、小林大祐（当時、富士通の会長兼パナファコムの社長）が難色を示したため実現しなかった。シリーズがPS/55に移行して日本IBM藤沢工場でパソコンの生産が始まった後も、5550系統のモデルは松下が製造を担当した。
ただ、1984年に松下通信工業と松下電器産業から互換性はないものの仕様が酷似した特注のビジネスパソコン「JB-5000」やワープロの「パナワード5000」が販売されていた。

## 評価
日本では企業向け多機能複合パソコンとしては既に日本電気がN5200、富士通がFACOM 9450を販売していたが、どちらも需要が伸びず苦しい状況にあった。日本IBMが5550でパソコン市場に参入し、大々的に宣伝したことで多機能パソコンの市場が活性化され、N5200やFACOM 9450はそれまでの倍以上のペースで売り上げた。これらの多機能パソコンは、当時の市販のパソコンが売り切りで保守メンテナンスがないことに不満を持ったユーザーの注目を集めた。
企業への一括導入に対してメーカーやディーラーのサポートが手厚いことも利点に挙げられた。IBM専用端末のリプレースとして約500台の5550を導入することを決めた明治生命保険のシステム担当者は「専用端末並の速さでホストコンピューターと応答できなければ意味が無いし、また多様な通信ソフトがないと困る。これだけの仕事をこなす市販ソフトは現在見当たりませんから。」とコメントした。日本IBMのあるセールスマンは、専用端末の半額で端末機能とパソコン機能を併せ持つ多機能複合パソコンが登場したことに困惑する様子を見せた。IT情報誌『日経コンピュータ』は、FACOM 9450とN5200は独自OSでマルチジョブやファイルの互換性を配慮していて使いやすいだろう、と評価したことに比べ、5550についてはIBM機との接続だけを考えるならその選択が無難とした。日本語ワープロの機能では、5550が入力キーボードへの配慮で他機種より一歩優れているとしたが、ソフトウェア体系とかな漢字変換機能が統一されていないことに不満を挙げた。
パソコン市場全体でみた場合、日本IBMは5550で高級志向の企業向けパソコンを発売してから約2年後に個人向けパソコン JX や下位モデルの5540を展開したが、5550発売時点では日本電気のPC-9800シリーズに相当する低価格ビジネスパソコンのラインナップが存在しなかった。5550の発売価格について、あるジャーナリストは後年に次のように振り返っている。
5550は発売価格を見ても、CRTディスプレー、16ビットの漢字プリンター、5.25インチのFDDが2台で、134万円。83年当時発売された国産パソコンに比べると、若干高い程度で、それほど高い価格ではなかったが、決して個人の購買意欲をそそるパソコンではなかった。それに比べ当時のIBM PCはすでに、日本円に換算すると78万円にまで下がっていた。日本でも、その後国内のベストセラーパソコンに成長する日本電気のPC-98シリーズは、100万円を切っていたのを記憶している。
1985年2月に発売された5540については、わずか4ヶ月前に市販パソコンのIBM JXが発売されており、5550の下方展開と思われていたJXとの間に5550と互換性の高い5540が登場したことで、JXのユーザーに混乱をもたらした。日本IBMはパソコンのラインナップを強化したかったと説明した。パソコン雑誌『日経パソコン』は、米IBM本社のIBM PCjrと互換性を持つJXが5540と同じ事業所で同時に開発されていたことを挙げて、JXの発表が5540に先行したのはIBM本社から圧力があったのかと疑問を挙げた。また、IBMの製品は高価という指摘に対して日本IBMの手嶋邦彦（当時、機器事業部企画・管理担当）は、既存モデルとの互換性への配慮や米国IBM本社による厳しい技術審査に苦労して時間を掛けていることを打ち明けた。
5550の上位製品にはオフィスコンピュータのシステム/36があり、システム/36の下方展開がなされる代わりに5550の上方展開はしばらくないだろうと予想されていた。しかし、1985年9月に5550の上位製品にあたる5560が発売された。ソフトハウスは既存のソフト製品の動作が高速になることを歓迎した。一方で、下位オフコンのシステム/36 ETは300万円近くし、150万円クラスの5560とは競合していないものの、今後は競合が増すことが予想された。
5550はパソコン市場全体ではPC-9800シリーズに大きく差を付けられていったが、企業向けパソコンとしてはメインフレームでシステムを構築する大企業を中心に善戦した。販売数は1983年末では1万台超であったが、1985年には1年間に7万台を販売した。1986年初頭に日経パソコンで行われた調査によれば、企業向けパソコンのシェアで5550 (23.8%) が9450 (16.3%) やN5200 (6.5%) を抜いて首位になった。これはアンケートの回答者に大企業が増えた為だろうと推測された。

## ラップトップ機と次の開発
1987年に発売されたIBM パーソナルシステム/55 モデル5535は日本IBMが開発した最初のラップトップパソコンであった。
エプソン製のバックライト方式液晶ディスプレイを搭載し、サイズはW310×D350×H100mm、重量は8.1kgであった。日本IBMの堀田一芙（当時、営業推進企画ワークステーション担当）は「そもそも、日本人が楽に持ち運びできる重さは3kg。それが最初から無理ならば、頑丈にして8.1kgにした。」とコメントし、都心の狭いオフィスに適した省スペース・省エネルギーなパソコンであると主張した。
液晶ディスプレイの技術的な制約から、ディスプレイの文字モードでの解像度は738×525ドットとなり、16×16ドットフォントでの表示になった。これは既に旧型となっていた5550の16ドットフォント表示と同じアーキテクチャで、PS/55対応ソフトが約1000本だったのに対して5535対応ソフトは約30本と、対応ソフトの少なさが懸念に上がった。IBMのメインフレームと接続するためのオプションカードが用意され、通信端末機能にも力を入れていた。
当時、日本で登場し始めた各社のラップトップパソコンは640×400ドットのディスプレイを採用し、738×525ドットを採用した機種は他に例がなかった。この仕様は競合他社を上回っていたが、そのことが原価に大きく影響した。エプソンで独自解像度の液晶パネルを開発するにあたって、そこで使われていたものと全く別工程の技術や開発ツールが必要になった。また、画面解像度の変更はソフトウェアの移植を難しくさせ、対応ソフトがなかなか揃わなかった。日本IBMと年間数億円の取引があった顧客が5535よりも東芝のJ-3100シリーズを選んだ、という営業担当からの情報に、開発陣は焦りを感じ始めた。開発陣は5535-Mの開発を終えると同時に、640×480ドットの薄型ディスプレイとDOS/Vを搭載した普及型VGAパソコン『PS/55 note』の構想を固めていった。